# Brachylagus idahoensis
O coelho-pigmeu ou coelho-anão (Brachylagus idahoensis) é um leporídeo norte-americano, e o menor coelho do mundo.
Estes animais são herbívoros e alimentam-se de folhas,caules,raízes e de alguns tipos de grãos.Os coelhos vivem entre 5 a 10 anos.
As fêmeas podem dar 3 a 6 ninhadas por ano e em cada ninhada podem nascer 3 a 12 filhotes.
Eles normalmente habitam matos ou florestas,em buracos ou em troncos de árvores.
Esta espécie é a menor espécie de coelho do mundo.